# Elitloppet 2010
Elitloppet 2010 var den 59:e upplagan av Elitloppet, som gick av stapeln söndagen den 30 maj 2010 på Solvalla i Stockholm. 
Örjan Kihlström lyckades med bedriften att kvala in två hästar, både Triton Sund och Iceland till final, där han valde  att köra Triton Sund. Tränare Stefan Melander gav Johnny Takter chansen bakom Iceland i Elitloppsfinalen, och ekipaget segrade före Torvald Palema och Åke Svanstedt.  Segern var den första i Elitloppet för både Johnny Takter och Stefan Melander.

## Upplägg och genomförande
Elitloppet är ett inbjudningslopp och varje år bjuds 16 hästar som utmärkt sig in till Elitloppet. Hästarna lottas in i två kvalheat, och de fyra bästa i varje försök går vidare till finalen som sker 2–3 timmar senare samma dag. Desto bättre placering i kvalheatet, desto tidigare får hästens tränare välja startspår inför finalen. Samtliga tre lopp travas sedan 1965 över sprinterdistansen 1 609 meter (engelska milen) med autostart (bilstart). Förstapris i finalen är  3 miljoner kronor, och 250 000 kronor i respektive kvalheat.

## Kvalheat 1
| P | S | Häst             | Kusk               | Tränare           | Land      | Odds  | Tid    |
| - | - | ---------------- | ------------------ | ----------------- | --------- | ----- | ------ |
| 1 | 5 | Ilaria Jet       | Jean-Michel Bazire | Fabrice Souloy    | Frankrike | 13,48 | 1.11,2 |
| 2 | 8 | Triton Sund      | Örjan Kihlström    | Stefan Hultman    | Sverige   | 11,30 | 1.11,3 |
| 3 | 1 | Nu Pagadi        | Erik Adielsson     | Stig H. Johansson | Sverige   | 4,20  | 1.11,3 |
| 4 | 3 | Quarcio du Chene | Björn Goop         | Olle Goop         | Sverige   | 5,50  | 1.11,3 |
| 0 | 2 | Copper Beech     | Conrad Lugauer     | Conrad Lugauer    | Sverige   | 12,90 | 1.11,5 |
| 0 | 6 | Nimrod Borealis  | Matthieu Abrivard  | Matthieu Abrivard | Frankrike | 13,40 | 1.11,8 |
| 0 | 7 | Lucky Jim        | Andy Miller        | Julie Miller      | USA       | 2,20  | 1.11,9 |
| d | 6 | Lavec Kronos     | Lutfi Kolgjini     | Lutfi Kolgjini    | Sverige   | 12,80 | 6ag    |

## Kvalheat 2
| P | S | Häst             | Kusk              | Tränare         | Land      | Odds  | Tid    |
| - | - | ---------------- | ----------------- | --------------- | --------- | ----- | ------ |
| 1 | 1 | Torvald Palema   | Åke Svanstedt     | Åke Svanstedt   | Sverige   | 3,82  | 1.10,5 |
| 2 | 7 | Brioni           | Joakim Lövgren    | Joakim Lövgren  | Tyskland  | 10,20 | 1.10,5 |
| 3 | 8 | Iceland          | Örjan Kihlström   | Stefan Melander | Sverige   | 14,70 | 1.10,6 |
| 4 | 4 | Beanie M.M.      | Torbjörn Jansson  | Morten Waage    | Sverige   | 3,10  | 1.10,8 |
| 0 | 5 | Define The World | Paul Macdonell    | John Bax        | Kanada    | 13,70 | 1.10,9 |
| 0 | 6 | Lisa America     | Jorma Kontio      | Jerry Riordan   | Italien   | 6,20  | 1.11,0 |
| 0 | 2 | Enough Talk      | Johnny Takter     | Peter Kleinhans | Tyskland  | 15,00 | 1.11,2 |
| d | 7 | Oyonnax          | Sébastien Ernault | Vincent Brazon  | Frankrike | 4,80  | uag    |

## Finalheat
| P | S | Häst             | Kusk               | Tränare           | Land      | Odds  | Tid      |
| - | - | ---------------- | ------------------ | ----------------- | --------- | ----- | -------- |
| 1 | 5 | Iceland          | Johnny Takter      | Stefan Melander   | Sverige   | 8,92  | 1.10,5   |
| 2 | 3 | Torvald Palema   | Åke Svanstedt      | Åke Svanstedt     | Sverige   | 2,40  | 1.10,7   |
| 3 | 1 | Brioni           | Joakim Lövgren     | Joakim Lövgren    | Tyskland  | 7,00  | 1.10,7   |
| 4 | 6 | Nu Pagadi        | Erik Adielsson     | Stig H. Johansson | Sverige   | 8,60  | 1.10,9   |
| 5 | 8 | Beanie M.M.      | Torbjörn Jansson   | Morten Waage      | Sverige   | 22,90 | 1.10,9   |
| 0 | 2 | Ilaria Jet       | Jean-Michel Bazire | Fabrice Souloy    | Frankrike | 7,30  | 1.11,2   |
| 0 | 4 | Triton Sund      | Örjan Kihlström    | Stefan Hultman    | Sverige   | 5,30  | 1.11,3ag |
| d | 7 | Quarcio du Chene | Björn Goop         | Olle Goop         | Sverige   | 9,60  | 8ag      |